# کن فلینت
کن فلینت (انگلیسی: Ken Flint; ۱۲ نوامبر ۱۹۲۳ – ۲۱ مهٔ ۲۰۱۰) بازیکن فوتبال اهل بریتانیا بود.
از باشگاه‌هایی که در آن بازی کرده‌است می‌توان به باشگاه فوتبال بدفورد تاون، باشگاه فوتبال تاتنهام هاتسپر، باشگاه فوتبال بث سیتی، و باشگاه فوتبال لیتون اورینت اشاره کرد.